# Pfarrkirche Deutschlandsberg
Die römisch-katholische Stadtpfarrkirche Deutschlandsberg steht in der Kirchengasse in der Stadtgemeinde Deutschlandsberg in der Steiermark. Die Kirche ist auf das Fest Allerheiligen geweiht, ihr zweites Patrozinium ist jenes des Hl. Laurentius, das von der alten Kapelle in der Burg Deutschlandsberg hieher übertragen wurde.

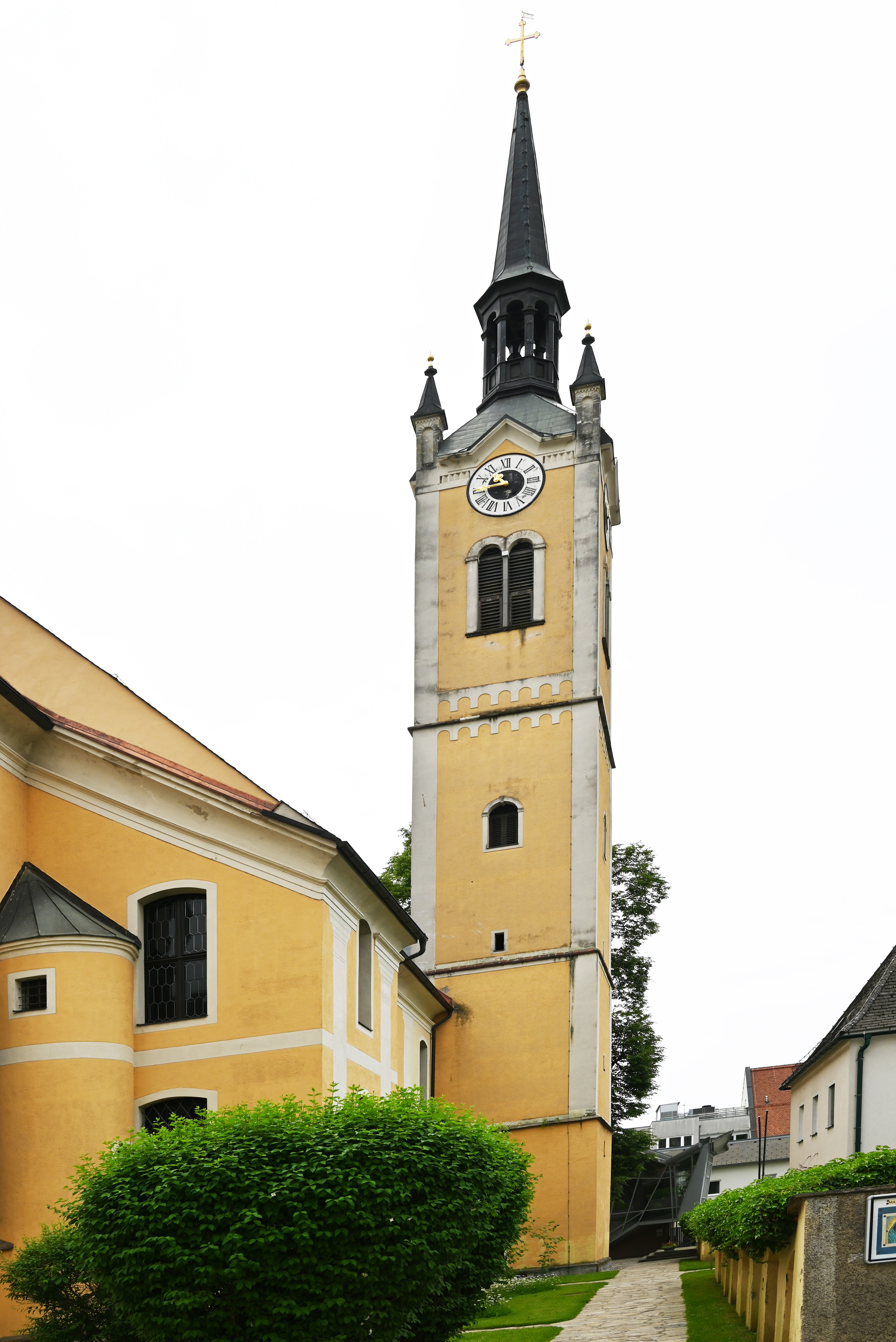
Kath. Pfarrkirche Allerheiligen in Deutschlandsberg

Die Pfarre gehörte bis Ende August 2018 zum Dekanat Deutschlandsberg in der Diözese Graz-Seckau, seit Auflassung dieses Dekanates liegt sie im Seelsorgeraum Südweststeiermark.
Die Kirche steht unter Denkmalschutz.

## Geschichte
Ursprünglich stand eine zwischen 1383 und 1394 von Albrecht dem Schneider erbaute Kapelle auf dem Platz der heutigen Kirche. Dieses kleine Gebäude stand im Bereich der Vorhalle, jedoch quer zur heutigen Kirche und dürfte nicht ganz so lang gewesen sein wie die spätere Kirche breit war.
Die Verehrung des Hl. Laurentius hatte sich nach dem Sieg König Ottos I. gegen die Ungarn in der Schlacht auf dem Lechfeld bei Augsburg verbreitet. Diese Schlacht hatte am Laurentiustag, dem 10. August 955, stattgefunden. Die Salzburger Erzdiözese, zu deren Gebiet auch die Suffraganbistümer Seckau und Lavant in der Steiermark gehörten, förderte die Verehrung dieses Heiligen und ließ viele Laurentiuskirchen bauen. Das Laurentius-Patrozinium auf der Burg wird als Hinweis auf eine frühe Gründung aus Salzburg betrachtet und als staatspolitisches Thema gesehen. Allein in der Steiermark gab es 20 Laurentiuskirchen.
Messen für die Bevölkerung von Deutschlandsberg wurden, da die ursprüngliche Marktkapelle keinen Priester hatte, zunächst in der Burgkapelle von Deutschlandsberg gelesen. Am 6. Juni 1448 gestattete der Lavanter Bischof Tibold die Verlegung dieser Messen in die Marktkapelle. Der Priester dafür kam zunächst aus der Stammpfarre Groß St. Florian, am 8. Jänner 1556 wurde ein eigener Priester für das damalige Landsberg eingesetzt, 1634 wurde dieser zum Vikar ernannt und im Jahr darauf ihm auch das Benefizium der Burgkapelle übertragen. Dann erhielt 1708 auch die Pfarrkirche im Markt das Laurentius-Patrozinium als „2. Patron“ oder „Secundarii Patroni“. Bis dahin hatten zu bestimmten Festen auch Prozessionen auf den Berg zur Burg stattgefunden, nach denen die Burgherrschaft die Teilnehmer bewirtete. Da die Prozessionsteilnehmer aber „bey ohnedem großer Hütze“ nicht den steilen Burgweg hinaufsteigen wollten, ergab sich, dass der Vikar von Landsberg eine Geldabfindung erhielt, mit der er u. a. zwölf Pfund Schießpulver für Böller zu kaufen und das Festmahl zu finanzieren hatte. 1643 wurde das Gebiet, das der Vikar zu betreuen hatte, von der Pfarre St. Florian abgetrennt und zu einer eigenen Pfarre erhoben. 1875 wurde die Kirche allerdings noch als „Vikariat Allerheiligen in Landsberg“ geführt und der „Pfarre St. Aegyden in Holnegg“ zugeordnet. Die Präsentationsrechte lagen beim Lavantiner Bischof, als Vogt ist das Erzbistum Salzburg seitens des Schlosses Landsberg genannt. Ob für diese Zuordnung der materielle Gesichtspunkt eine Rolle spielte, dass St. Florian zum (damals als solches nicht mehr, vielleicht aber noch als Rechtspersönlichkeit vorhandenen) bischöflichen Tafelgut des Bischofs von Lavant gehört hatte (der damals bereits in Marburg residierte), St. Aegyden in Hollenegg aber nicht, ist in der Quelle nicht behandelt.
Die heutige Kirche wurde ab 1688 von Jakob Schmerlaib errichtet, im Türsturz des Haupteinganges ist das Jahr 1693 genannt, die Weihe folgte aber erst 11 Jahre später am 5. Oktober 1704. 1702 hatte die Kirche noch keinen Hochaltar, sondern nur drei Tische für noch zu errichtende Altäre. 1704 wurde die Kirche „samt den drei vorderen Altären“, geweiht, die als Provisorium wohl im Presbyterium standen. Der Helm des Kirchturmes wurde durch Blitzschlag am 5. August 1813 schwer beschädigt. Die zweite Jahreszahl an der Tür, 1893, verweist auf die damalige grundlegende Renovierung. Im Jahr 1980 wurde das Innere der Kirche restauriert. 1983 fand eine Außenrenovierung statt.
Eine weitere umfangreiche Renovierung erfolgte in den Jahren 2019 bis 2021. Zu diesem Zweck war die Kirche vom 14. Juni bis 31. Oktober 2021 vollständig geschlossen. Zur Bekämpfung des Holzwurmbefalls hatte bereits vom 1. bis 5. Juli 2019 eine Begasungsaktion stattgefunden.
Die Renovierungsarbeiten umfassten eine Neugestaltung des Altarraumes mit Altar und Ambo, die Aufstellung des Taufbeckens in der Kirchenmitte, die Neugestaltung des Eingangsbereiches und die Erneuerung der Kirchenbänke. Den Architektenwettbewerb im Vorfeld hatte der Architekt Markus Jeschaunig gewonnen.

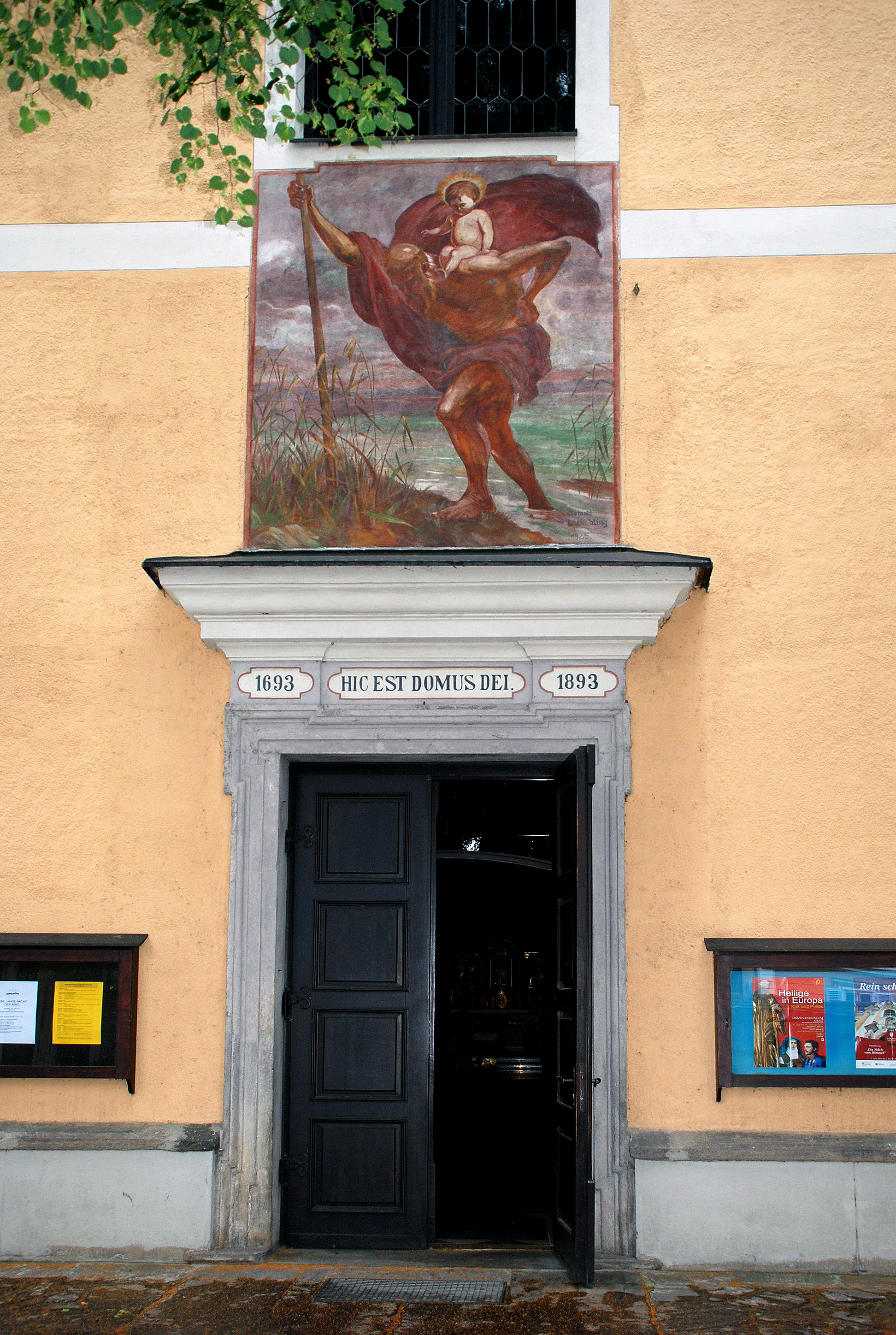
Kath. Pfarrkirche Allerheiligen in Deutschlandsberg

Die Wiedereröffnung fand am Tag des Erstpatroziniums, dem Allerheiligentag, 2021 statt; da der neue Altar nicht rechtzeitig fertig wurde, musste seine Weihe in den Februar 2022 verschoben werden.

## Beschreibung
Das Äußere der Wandpfeilerkirche ist durch in den Putz geritzte Pilaster gegliedert. Über dem Haupteingang befindet sich ein Bild des Hl. Christophorus, das bei der Renovierung 1925 angebracht wurde. Es stammt vom Deutschlandsberger Künstler Kiesling.
Das vierjochige Langhaus hat insgesamt acht Seitenkapellen. Die über ihnen liegenden Emporengänge sind ungenutzt und gehen übergangslos zum zweijochigen Chor mit Halbkreisschluss über. Sowohl das Langhaus als auch der Chor werden von einem auf Wandpfeilern sitzenden Kreuzgewölbe mit Gurtbögen überspannt. Die Sakristei sowie das Oratorium sind seitlich an den Chor angebaut und über Treppen erreichbar. Im südlichen Teil des Langhauses befindet sich eine dreiachsige Empore.
1889 wurden die Lindenbäume vor der Kirche gepflanzt. Das Motiv der Baumrinde dieser Bäume wurde mit dem Gedanken „lignum vitae - Holz des Lebens“ von Markus Jeschaunig für die Gestaltung des neuen Hochaltars, des Ambo und des Taufbeckens verwendet.
Holzbauteile (Ministrantenbank usw.) sind aus geöltem Nussholz. Natursteinplatten aus Stainzer Naturstein, die beim Umbau 30 cm unter dem späteren Fußbodenniveau gefunden wurden, sind unter der Orgelempore neu und sichtbar verlegt worden. Sie dokumentieren den Übergang vom historischen Steinmauerwerk der Vorgängerkirche zum späteren barocken Kirchenschiff.
In der Kirche waren bis 1980 auch Kreuzwegbilder aufgehängt. Diese Bilder waren 1892 angeschafft worden, es handelt sich um Kopien der 14 Freskobilder, die zwischen 1844 und 1846 von Josef Führich für die Johann-Nepomuk-Kirche in Wien gemalt worden waren. Diese Bilder wurden abgehängt, um den Kirchenraum optisch nicht zu überladen, sie werden zur Fastenzeit auf den Altären der Seitenkapellen aufgestellt.
Unter dem Boden des Eingangsbereiches wurden bei den Renovierungsarbeiten und der damit verbundenen Grabung des Bundesdenkmalamtes vom 6. bis 24. September 2021 fünf Skelette aus der Erbauungszeit der Kirche gefunden, darunter am Pfeiler der Orgelempore das eines Priesters (erschlossen aus dem beigegebenen 18 cm hohen Kreuz). Es wird angenommen, dass es sich um das Grab von Georg Wutscher handelt, der in den späten 1680er-Jahren Pfarrer in Deutschlandsberg war. Die anderen vier Skelette werden in die Zeit von 1710 bis 1720, nach der Weihe der Kirche 1704, datiert. Diese Gräber werden mit einer Pestepidemie in dieser Zeit in Verbindung gebracht, in deren Zusammenhang auch das Grabdenkmal für die Hl. Rosalia, einer Pestpatronin, in der Vorhalle errichtet wurde.

### Turm
Der Kirchturm befindet sich westlich der schmucklosen Südmauer der Kirche. Sein Unterbau ist gotisch und wird als Rest der früheren Allerheiligenkapelle aus 1383 betrachtet. Der Turm wurde nach dem Neubau der Kirche auf die seither bestehende Höhe von 58,6 m gebracht, die Erlaubnis dazu ist mit 3. März 1697 datiert. Im 17. Jahrhundert trug der Turm zunächst einen einfachen spitzen Helm. Ein zweiter Turm war an der Ostseite geplant, konnte aber nicht finanziert werden. Mit seiner Erhöhung erhielt der Turm in der Zeit der Anschaffung des Hochaltars, somit um 1725 einen Zwiebelhelm in der damals üblichen barocken Form, dieser Turmhelm bestand bis 1868. Damals wurde ein „dem Geschmack der Neuzeit entsprechendes pyramidales Turmdach“ angefertigt. Dieses Dach wurde am 7. Juni 1868 mit der Befestigung des Kreuzes an der Turmspitze vollendet. Damals wurde auch die Turmuhr, die sich unterhalb des Glockenfensters befand, in die Zwickel zwischen den Frontspitzen verlegt. Eine neue Turmuhr wurde 1952 angeschafft. Bei der Renovierung 1982 gab es starke Stimmen für eine Rückkehr zum barocken Zwiebelhelm, der Pfarrgemeinderat beschloss aber am 16. Februar 1982, bei der bisherigen neugotischen spitzen Form zu bleiben. Das wird darauf zurückgeführt, dass man keine Geschichtskorrektur vornehmen wollte.
Bei der Renovierung des Turmes 1982 zeigte sich nach Abschlagen des alten Verputzes am Eingang zur Turmkammer gegenüber dem Pfarrhof ein spitzbogiges Portal. Es wurde belassen, aber wieder vermauert.

### Vorhalle

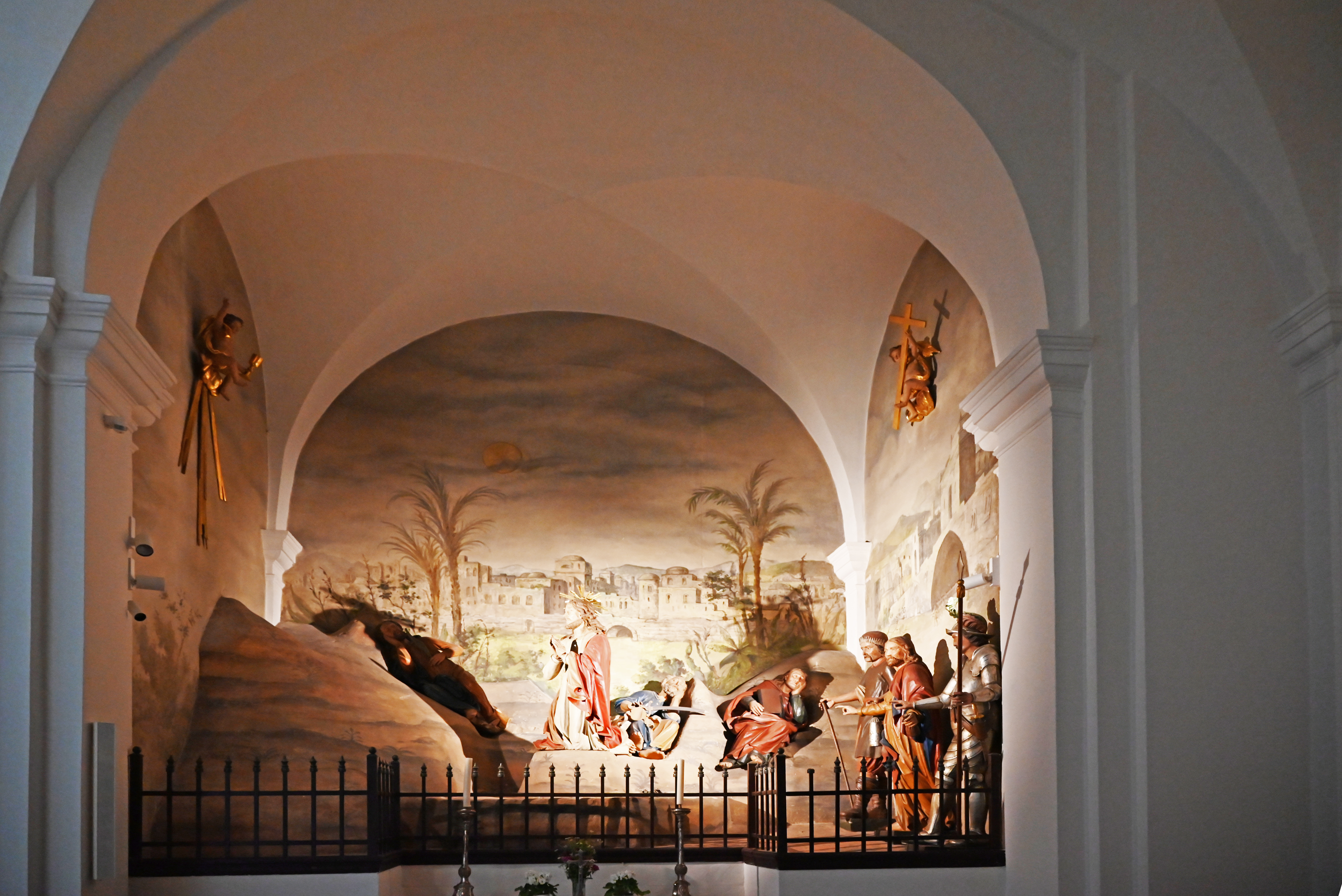
Kalvarienberg nach Renovierung

Hinter dem Portal liegt eine einjochige Vorhalle. Sie liegt in dem Bereich, an dem früher die 1383 gestiftete Vorgängerin der heutigen Kirche stand. Die Vorhalle wurde bei der Renovierung 2021 neu gestaltet, die Terrazzoplatten durch Stainzerplatten ersetzt und die früheren Kirchenbänke entfernt. Der Ölbergaltar stammt aus der Mitte des 18. Jahrhunderts.
In der Vorhalle befinden sich rechts vom Eingang eine große Ölberggruppe, unter ihr eine Grotte, die als Grab der Hl. Rosalia gestaltet ist.
Links vom Eingang befindet sich in der Vorhalle ein Seitenaltar aus der Mitte des 18. Jahrhunderts, der der „Schmerzhaften Mutter“ (mater dolorosa) geweiht ist. Dieser Altar bildet den Überbau zum Hl. Grab, das am Karsamstag als Andachtsstätte dient.

### Hochaltar

#### Altarbild
Der barocke Hochaltar wurde am Anfang des 18. Jahrhunderts aufgestellt. Sein Altarblatt zeigt eine Allerheiligendarstellung, die nach einer damals weit verbreiteten Vorlage gemalt wurde (z. B. Marienkapelle Schloss Seggau, ehem. Kapuzinerkirche Augsburg). Das Bild hat drei Ebenen. Die untere Ebene zeigt rechts das Wappen des Salzburger Erzbischofs Firmian und darüber die Gestalt des Hl. Laurentius. Aus der deutlichen Darstellung des Wappens wird geschlossen, dass Firmian maßgeblich an der Finanzierung des Bildes beteiligt war. Schräglinks davon ist der Hl. Leopold mit dem Kirchenmodell und dem Banner der österreichischen Länder abgebildet. In der Bildmitte sind die vier lateinischen Kirchenväter abgebildet: Hl. Augustinus mit Bischofsmütze und Stab, Hl. Gregor mit Tiara, Hl. Ambrosius mit Mitra und der Hl. Hieronymus mit nacktem Oberkörper. Entlang des rechten Bildrandes folgen Heilige aus dem Judentum: Hl. Paulus mit Buch und Schwert, Hl. Petrus mit Schlüsseln, König David mit Harfe, dahinter vermutlich Moses und Abraham. Am linken Bildrand befindet sich eine anonyme Figurenschar, angeführt vom Apostel Philippus mit Stabkreuz. Das obere Dritte des Altarbildes wird von der Hl. Maria beherrscht, die stehend auf einer Wolke von Engeln in den Himmel getragen wird, mit der Mondsichel zu ihren Füßen und dem Sternenkranz um das Haupt.

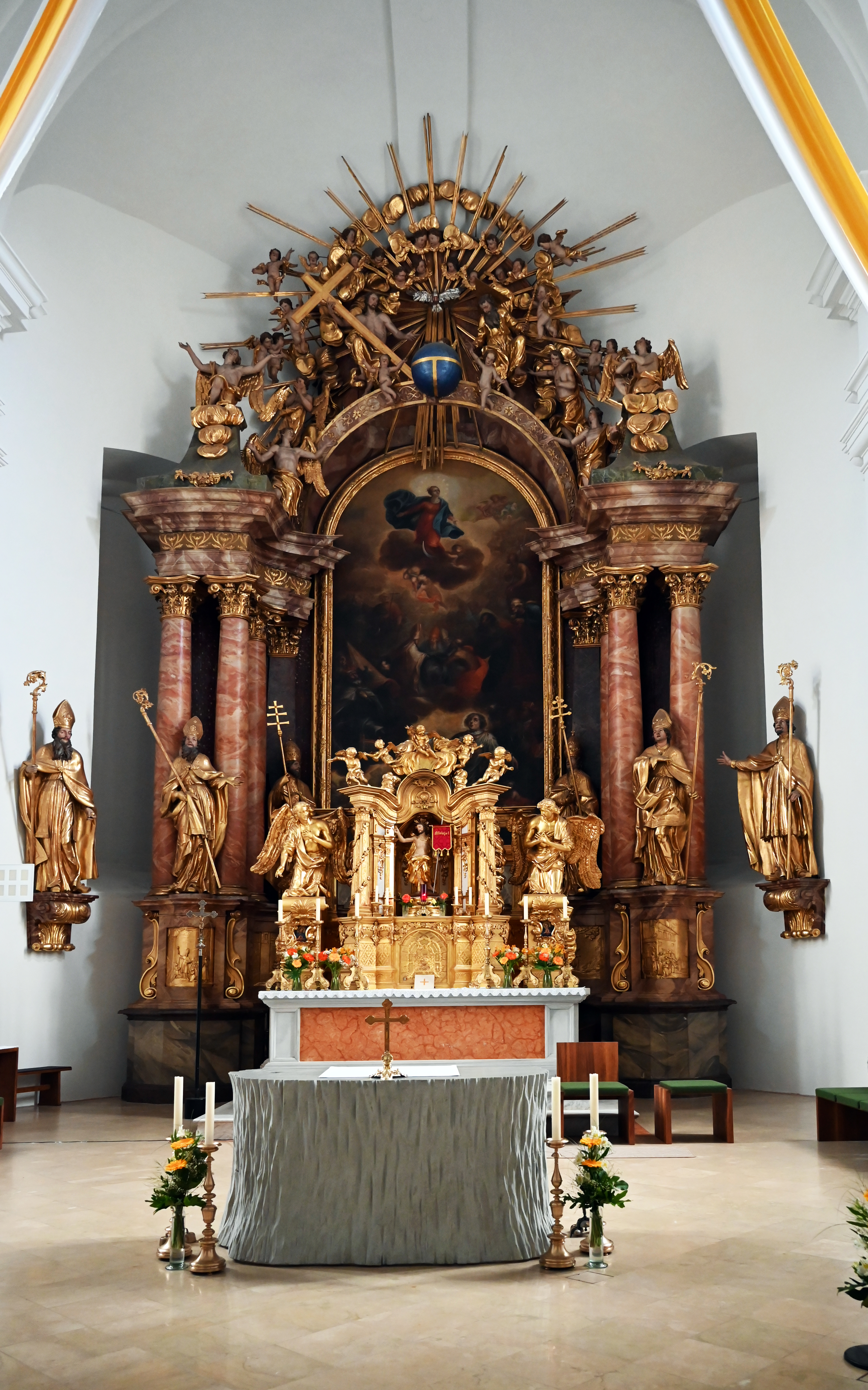
Der Altarraum mit dem neuen Altar ab 2022

#### Aufbau des Altars
Für die Anschaffung des neuen Hochaltars wurde am 2. Jänner 1725, somit Jahrzehnte nach Fertigstellung des Kirchenbaues ein Schuldschein auf 2000 Gulden an den Salzburgischen Hauptmann der Herrschaft Fohnsdorf und Baierdorf ausgestellt. Das wird gemeinsam mit dem Wappen des Erzbischofs Firmian auf dem Altarbild als Hinweis auf die Herkunft des Altars aus dem Salzburger Raum (vielleicht Werkstatt Simeon Fries) gewertet. Der Altar befand sich bis zum Umbau 1844 einige Meter weiter vorn im Kirchenschiff, bei diesem Umbau wurde der Altar neu zusammengesetzt und auf der Innenseite je eine Säule und eine Lisene auf beiden Seiten herausgeschnitten. Das Bild war damit zu breit, Architekturteile ragen in die Darstellung hinein, die untere Zone des Altarbildes ist nicht mehr gut sichtbar. Durch den schmäleren Altaraufbau wurden die beiden blinden Fenster in der Apsiswand rechts und links wieder deutlicher sichtbar, sie werfen je nach Beleuchtung kantige Schatten beiderseits des Hochaltars.
Das freistehende Tabernakel stammt aus dem zweiten Viertel des 18. Jahrhunderts. Es wurde 1840 von einer heimischen Tischlerei angefertigt, von Bildhauern und Vergoldern vor Ort vervollständigt und 1846 eingeweiht.
Der Altartisch des Hochaltars wird seit 1966 nicht mehr verwendet, weil durch die Liturgiereform damals die Messfeier am Volksaltar eingeführt wurde.
Der Altaraufbau (Retabel) besteht aus Holz mit Marmorierungen, die Lisenen und Säulen tragen den Regenbogen, an dem die einfache Weltkugel, Engelsköpfe und Wolken befestigt sind, zwischen ihnen schwebt die Hl. Dreifaltigkeit in barocker Darstellung. Der Künstler des Bildes ist unbekannt. Es bestehen Ähnlichkeiten zum Altar in St. Gilgen, aber auch dort kennt man den Künstler nicht. Die Säulen tragen korinthische Kapitelle mit Akanthusblättern. Links vom Altarbild befindet sich eine Statue des Hl. Urban, die rechte Statue ist mangels Attribut nicht eindeutig benennbar, wird aber als Papst Sixtus II. benannt (dessen Archidiakon Laurentius, der zweite Patron dieser Kirche ist). Die anderen vier Statuen sind ebenfalls mangels Attributen nicht eindeutig benennbar, die Figur ganz links mit den zwei Kugeln in der Hand könnte der Hl. Nikolaus sein. Aus den Reliefs, die sich unterhalb dieser Statuen befinden, wird abgeleitet, dass die beiden inneren Figuren der Hl. Rupert (Silhouette der Stadt Salzburg) und der Hl. Virgil (Klobenrad, Flaschenzug als Hinweis auf den Dombau) sein könnten. Diese Figuren sind auch den Statuen von Rupert und Virgil an der Salzburger Domfassade ähnlich. Die Statue eines Bischofs rechts auf der Konsole hat kein individuelles Attribut. Ein kleiner Anhaltspunkt im Relief links außen zeigt einen Weihwasserspendenden Bischof und Blitze – es könnte sich bei der Statue um den Hl. Donatus handeln, der gegen Unwetter angerufen wird.

#### Volksaltar
Dieser Altar war zunächst ein einfacher Tisch, der im Zug der Kirchenrenovierung 1980 abgetragen wurde und 2013 noch kurzfristig in der Papst-Johannes-Kapelle verwendet wurde, bis auch dort ein neuer Altar aufgestellt wurde. Der ihm folgende Altar wurde aus den Hölzern der ersten Reihe der Seitenstühle im Presbyterium gebaut und am 23. November 1980 eingeweiht. Das Chorgestühl hat seither nur eine Sitzreihe.
Am 2. Februar 2022 wurde ein neuer Volksaltar aus Naturstein aufgestellt. Er besteht aus einem Steinblock mit rund 3,5 Tonnen Gewicht aus hellgrau-grünlichen Quarzit aus sogenanntem „Rauriser Marmor“. Das ist ein Gestein, das vor über 350 Millionen Jahren entstand und durch die Entstehung der Alpen an die Oberfläche gebracht wurde. Drei seiner Seiten wiederholen die Struktur der Rinde des Lindenbaumes, der genau in der Kirchenachse vor deren Eingang steht, die Oberseite und die Rückseite sind glatt geschliffen. Die Rinde wurde mit Lasertechnik detailgetreu in ein digitales 3D-Modell übernommen und vom Steinmetzbetrieb „Rauriser Natursteinzentrum“ mit einer CNC-Fräse auf den Stein übertragen. Die Oberfläche entstand durch maschinelle und händische Nachbearbeitung.

#### Ambo und Taufbecken
Der Ambo hat dieselbe Baumstruktur wie der Altar. Das Lesepult mit seinem Messingstabwerk, das ebenfalls von Markus Jeschaunig gestaltet wurde, erinnert an die Aststruktur eines Baumes.

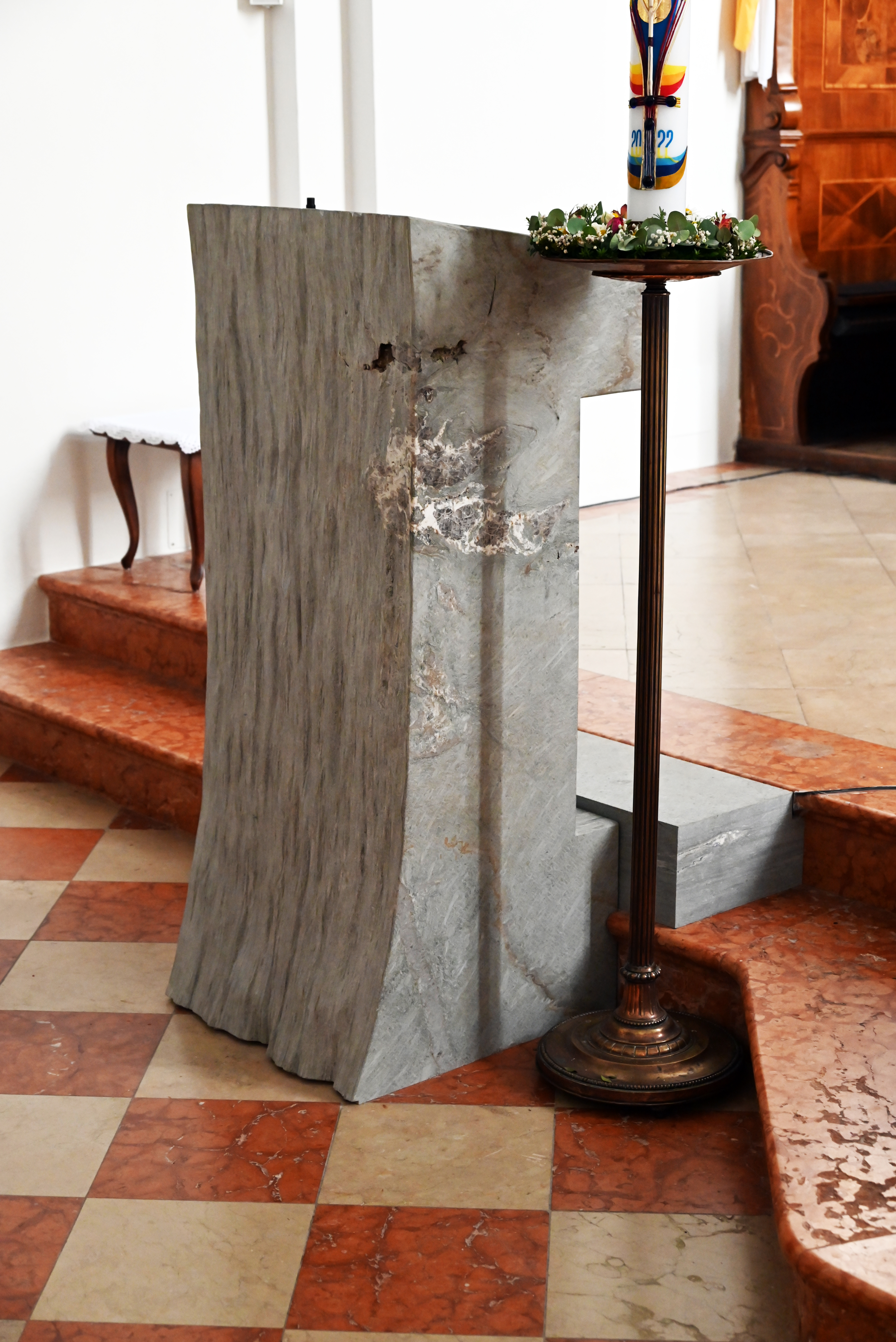
Lesepult

Der Taufstein befindet sich in der Mitte des Kirchenschiffs auf einer angedeuteten Wasserstelle (blauer Terrazzoboden) direkt unter dem Heiliggeistloch. Er ist zylindrisch, ebenfalls mit der Baumrindenstruktur. Der Fußboden um das Taufbecken soll symbolisch an den Fluss Jordan erinnern, in dem Jesus von Johannes dem Täufer getauft wurde.
Die Altarweihe fand am 6. Februar 2022 durch Bischof Wilhelm Krautwaschl statt.

### Seitenaltäre
Am Hauptschiff der Kirche befinden sich mehrere Seitenaltäre.
Auf der vom Haupteingang gesehen rechten, östlichen Seite des Kirchenschiffes (Epistelseite) befinden sich vorne der Abendmahlsaltar, mittig der Vierzehn-Nothelfer-Altar und bei der Vorhalle der Blasiusaltar. Gegenüber (Evangeliumsseite, linke, westliche Seite) vorne der Marienaltar, mittig der Gute-Hirten-Altar und danach der Antonius-von-Padua-Altar.
Diese Altäre wurden erst nach Fertigstellung der Kirche nach und nach errichtet. Nur der Antoniusaltar war 1702 bereits fertig.

#### Abendmahlsaltar
Dieser Altar zeigt am Altarblatt die Einsetzung des Altarsakramentes (Christus mit Kelch und Hostie). Am Altar befinden sich Statuen der Hl. Fides (links außen, mit Buch und Kreuz), von Aaron (links innen, Hörnermitra, Brustschild, Weihrauchfass), von Melchisedek (rechts innen, drei Brotlaibe und Weinkrug), der Hl. Spes (rechts außen, mit Anker in der Hand) und des Hl. Laurentius (links oben, mit Rost) sowie des Hl. Nepomuk (rechts oben, in geistlicher Tracht mit Kruzifix in der Hand).
An der Außenwand befindet sich der Grabstein von Stephan Kovaziz.

#### Vierzehn-Nothelfer-Altar
Das Altarbild ist eine Kopie des Nothelferbildes von Hans Adam Weißenkircher in der Antoniuskirche in Graz aus 1692. Als Nothelfer sind dargestellt: Christophorus (mit Christuskind), Barbara (Kelch), Margaretha (Kreuz), Pantaleon (Arzneibüchse), Cyriakus (Diakonskleidung), Katharina (Rad), Eustachius (Kreuz), Georg (Drachen), Blasius (Kerze), Erasmus (Marterspule), Veit bzw. Vitus (Ölkessel), Dionysius (Kopf), Ägydius (Hirschkuh) und Achatius (Helm). Neben dem Bild befinden sich die Statuen der beiden Pestheiligen Sebastian (links) und Rochus. Das Oberbild zeigt die Hl. Maria Magdalena neben dem Hl. Magnus (Statue links) und dem Hl. Florian (rechts).

#### Blasiusaltar
Dieser Altar knüpft an die Blasiusverehrung im Kloster Admont an, die im 11. und 12. Jahrhundert in die Steiermark kam. Dieses von Salzburg aus 1074 gegründete Kloster hatte auch umfangreichen Grundbesitz im Koralmgebiet westlich von Deutschlandsberg. Im Oberbild des Altars ist der Hl. Valentin abgebildet, die linke Statue zeigt den Hl. Jakobus den Jüngeren (Jakobus Minor), die rechte Statue den Hl. Matthias (mit Buch und Beil). Oben links befindet sich eine Statue des Hl. Wendelin, die obere rechte Statue kann mangels Attributen keinem konkreten Vorbild zugeordnet werden. Die Statue auf dem Pferd bildet den Hl. Martin ab.
An der Kapellenwand gegenüber dem Altar befindet sich das Grabdenkmal von Nicolaus Schaz.

#### Marienaltar
Auf dem Marienaltar steht eine um 1670/80 gefertigte Marienstatue. Dieser künstlerisch wertvollste Altar zeigt die Hl. Maria in einer Halbkreisapsis. Sie ist begleitet von Statuen des Hl. Nikolaus (links außen), des Hl. Petrus (links innen), des Hl. Paulus (rechts innen) und des Hl. Ulrich (rechts außen). Im Oberteil des Altares befinden sich Statuen der Hl. Barbara (oben links), von Gott Vater und der Hl. Katharina (rechts).
Gegenüber dem Altar an der Kapellenwand befindet sich die Gedenktafel für Bischof Zwerger.

#### Guter-Hirte-Altar
Dieser Altar zeigt Jesus als Guten Hirten, im Oberbild den Hl. Petrus. Die Statue links zeigt den Hl. Wolfgang, jene rechts den Hl. Patrizius. Oben links ist die Hl. Notburga, oben rechts der Hl. Isidor abgebildet. Auf der Altarplatte steht eine kleine Statue des Hl. Judas Thaddäus. Bei diesem Altar befinden sich keine Sitzgelegenheiten, weil der westliche Seiteneingang direkt in dessen Seitenkapelle führt.
Gegenüber dem Altar befinden sich der Grabstein und die Gedenktafel für die Verstorbenen der Familie von Felix Hormayr.

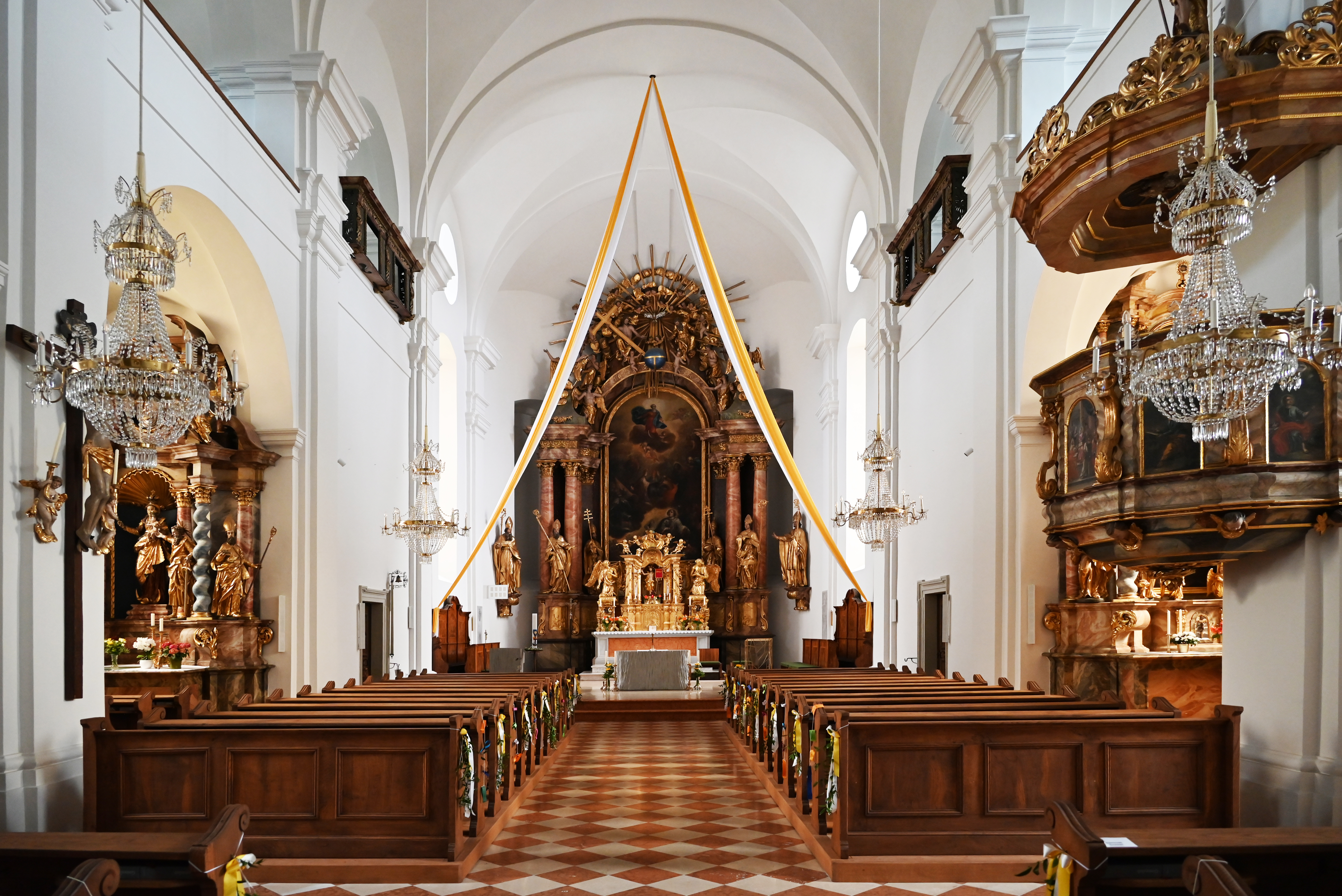
Kirchenschiff zum Altar

#### Antonius von Padua-Altar
Dieser Altar zeigt die Jahreszahl 1702, somit ein Jahr noch vor der Weihe der Kirche. Das beruht auf einer Forderung des Bischofs, der dies als Weihevoraussetzung betrachtete. Der Altar ist signiert mit „Franz Stainpichler“. Es wurde 1702 gemalt, der Künstler fertigte auch den Großteil der restlichen Altarbilder an. Neben dem Hl. Antonius von Padua sind abgebildet der Hl. Josef (im Oberbild), der Hl. Johannes Capistran (links) und der Hl. Franziskus (rechts). Im Oberteil sind zwei weitere Franziskaner abgebildet, die mangels Attributen nicht näher bestimmt werden können. Eine Darstellung des Hl. Georg befindet sich im Abschluss des Altares (in Rüstung auf braunem Pferd).

#### Papst-Johannes-Kapelle
Diese Kapelle befindet sich nicht mehr im Kirchenschiff, sondern am Übergang zum Presbyterium an der Ostseite gegenüber der Sakristei. Dort befanden sich bis in die 1970er-Jahre die Beichtstühle, danach war der Raum ein Depot. 2013 wurde dort die Wochentagskapelle eingerichtet, die dem 2014 heiliggesprochenen Papst Johannes XXIII. geweiht wurde. Das Porträt des Papstes in der Kapelle stammt von Melitta Zingler, 2014 wurden ein moderner Ambo und ein Volksaltar angeschafft.

### Kanzel
Auf dem Schalldeckel der Kanzel steht eine Statue von Johannes dem Täufer. An der Kanzelwand stellen fünf Bilder den zwölfjährigen Jesus im Tempel und die vier Evangelisten dar: Markus (mit dem Löwen), Matthäus (mit Engel), Lukas (mit Stier) und Johannes (mit Adler). Auf der Rückwand der Kanzel befindet sich ein Bild des Apostels Paulus. Die Darstellung Jesu im Tempel wurde erst 1979 wiedergefunden, sie war vorher mit einem Jesusbild übermalt.

### Mahrenberger Kreuz
An der Schmalseite der Wand zwischen dem Marienaltar und dem Guten-Hirten-Altar, links vom westlichen Seiteneingang und gegenüber der Kanzel, befindet sich ein großes Kreuz. Dieses Kreuz wurde 1799 (gemeinsam mit 14 älteren Kreuzwegbildern) angeschafft, es stand früher beim Hochaltar. Eine Visitation 1803 befand dies als zu protestantisch, eine Verlegung wurde angeordnet. Bis 2016 war das Kreuz nur mehr in der Fastenzeit beim Hochaltar aufgestellt. Das Kreuz wird der Spätgotik zugeordnet. Es stammt aus dem ehemaligen Dominikanerinnenkloster in Mahrenberg, das 1782 aufgehoben worden war und war dort an der Außenmauer des Klosters angebracht. Im Corpus des Gekreuzigten befindet sich bei diesem Kreuz eine Höhlung, die mit Glas abgedeckt ist. Dieses Loch wird als Reliquienkapsel gesehen, in der nach einem mittelalterlichen Brauch drei Weihrauchkörner oder drei Partikel einer geweihten Hostie verwahrt wurden. Erzählungen, wonach die Höhlung auf den Schuss eines türkischen Soldaten zurückzuführen sei, sind nicht richtig (ätiologische Erzählung).

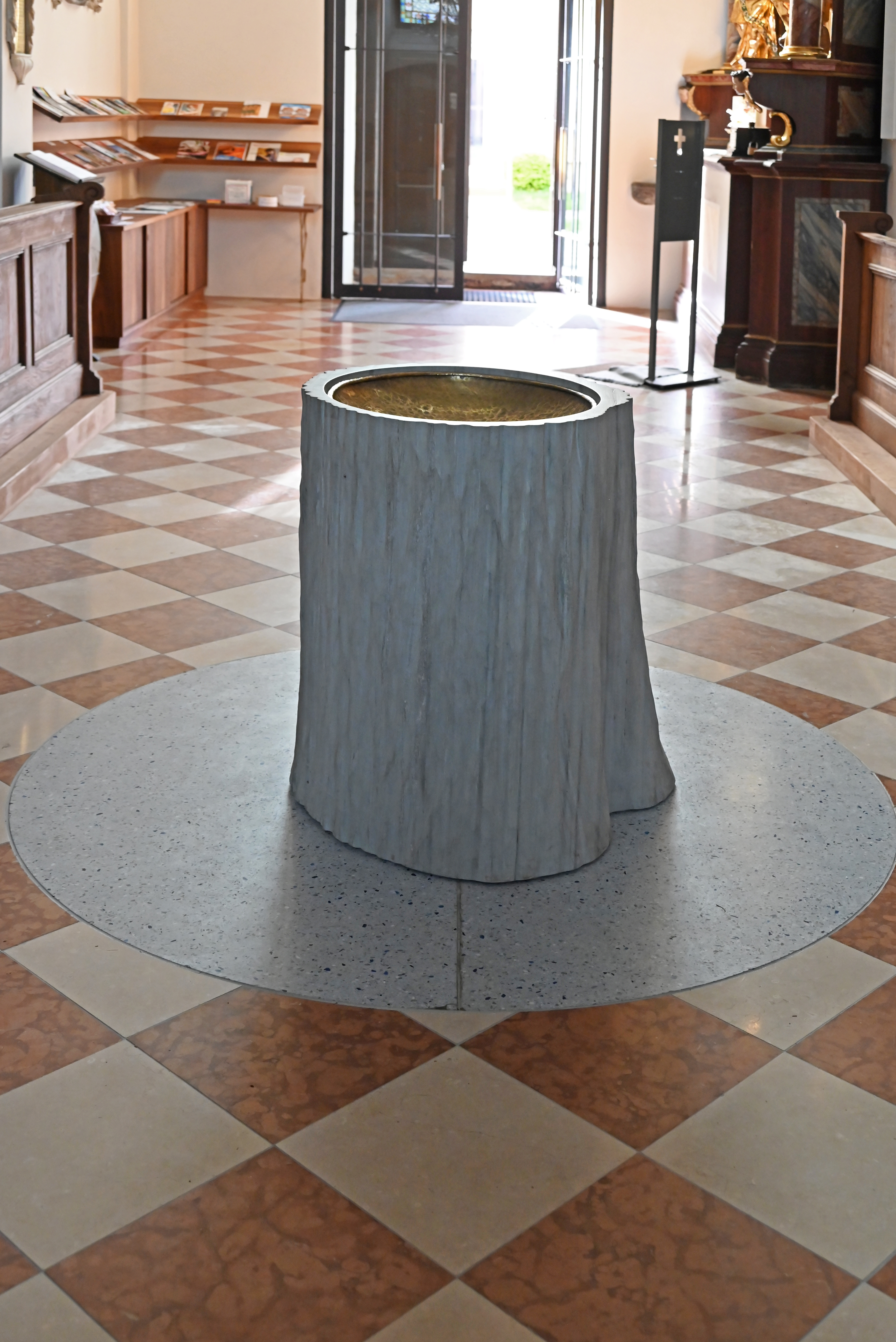
Taufbecken in der Mitte des Kirchenschiffs

### Glasfenster im Presbyterium
Die zwei Glasfenster zu den Themen Herz Mariae und Herz Jesu  im Presbyterium stammen aus einer Gruftkapelle in Wies und wurden erst 1932 eingebaut. Die Gruft war für die Gattin von Fürst Aloys von und zu Liechtenstein, Mary Fox, gebaut worden, die am 26. Dezember 1878 im Alter von 28 Jahren verstorben war. Sie sollte ursprünglich in der Pfarrkirche Wies bestattet werden, was der damalige Pfarrer ablehnte, stattdessen wurde beim Schloss Burgstall bei Wies eine Gruftkapelle gebaut. Nach dem Verkauf des Schlosses und nach dem Tod des Witwers 1920 erlosch das Interesse an dem Grabbau. Die Kapelle wurde abgetragen, ihre Einrichtung verstreut, die Glasfenster kamen nach Deutschlandsberg. Die Wappenkartusche unter dem rechten Fenster (Epistelseite) erinnert mit ihrer Inschrift an die Verstorbene.

### Grabsteine und Gedenktafeln

#### Felix Edler von Hormayr
Johann Felix Constantin Edler von Hormayer auf Horttenburg war der vorletzte Hauptmann der salzburgischen Herrschaft Landsberg vom 21. Mai 1739 bis 6. Februar 1752. Schon seine Amtsübernahme vom Vorgänger, Wenzel Joseph Jändik Edler von Rottenfels, war von Streitigkeiten begleitet, auch später stand der als streitlustig beschriebene Mann immer wieder in Konflikt mit der Bürgerschaft des Ortes, aber auch mit dem Erzbischof. Sein Nachfolger, Johann Gottlieb Baron von Grimming und Niederrain fand hohe Schulden und ein verfallenes Schloss vor, weil Hormayer im Hofhaus im Markt wohnte und einen gehobenen und ausschweifenden Lebensstil führte. Die Herstellung des Epitaphs in der Kirche kostete 80 Gulden, für das Begräbnis wurden knapp über 73 Gulden ausgegeben. Das Grabdenkmal befindet sich rechts vom westlichen Seiteneingang gegenüber dem Guter-Hirt-Altar an der Kapellenwand, an Ehegattin Anna von Högwein und Tochter Francisca Xaveria (8. Jänner 1740–25. Mai 1743) wird ebenfalls dort erinnert. Für die Tochter befindet sich links davon unter einem Stuck-Baldachin eine vergoldete gravierte Kupferplatte mit Zeichnung und Inschrift.

#### Johannes Zwerger
Johannes Zwerger war Fürstbischof von Seckau von 1867 bis 1893. Er hatte am 12. Juni 1893 den Hochaltar geweiht, eine Firmung gehalten, die letzte Messe gelesen und war dann krank nach Graz zurückgekehrt, wo er am 14. August 1893 starb. Die Tafel befindet sich an der Westseite gegenüber dem Marienaltar, sie wurde am zehnjährigen Gedenktag 1903 vom damaligen Pfarrer, Canonicus und Kreisdechant August Bossi errichtet.

#### Stephan Carl Kovaziz
An der Außenwand des Abendmahlaltars rechts vom Hochaltar erinnert dieser Grabstein an die Familie des Stifters: Stephan Carl Kovaziz von Schmidthoffen war Hauptmann der Herrschaft Landsberg von 1696 bis zum 1. Juni 1715, er war mit Maria Rosalia von Ortenhofen verheiratet und war auch fürstlich seckauerischer Rentmeister und kaiserlicher Notar. Genannt sind auch seine vor ihm verstorbenen Kinder: Joannes Ernest † 28. April 1698, Carol Joseph † 28. Mai 1699, Maria Theresia † 8. September 1703 und Stephan Carol Ioseph † 15. Februar 1707. Nur zwei Kinder, Joseph Hyacinth und Maria Clara überlebten ihn.

#### Nicolaus Schaz
Nicolaus Schaz wurde 1646 geboren und starb am 28. Oktober 1688. Er war Weißgerber und Händler, er stammte aus Krumau, war Ratsbürger und Marktrichter 1680–1682, 1883–1684 und 1686–1688. Sein Grabdenkmal befindet sich gegenüber dem Blasius-Altar.

#### Marx Goldtperger
Marx Goldtperger von Goldtperg war Hauptmann der Herrschaft Landsperg vom 10. Oktober 1657 bis zum 19. Februar 1660. Sein Grabdenkmal befindet sich an der westlichen Seite (Evangelienseite) an der Außenwand.

#### Johann Prenner
Johann Prenner von Prennersperg war Hauptmann der Herrschaft Landsberg vom 19. Juni 1685 bis zum 9. Dezember 1695, vorher salzburgischer Verwalter in Taggenbrunn und Landrichter in Maria Saal. 1684 wurde er in den Adelsstand erhoben. Er hatte sieben Kinder, veranlasste großzügige Geldschenkungen an die Kirche in Deutschlandsberg und spendete jährlich 80 Messen und ein Vaterunser und ein Ave Maria am Sonntag nach Allerheiligen.

#### Johannes Loibner
Johannes Ev(angelist) Loibner (1753–1809) war der erste Lokalkurat von Trahütten und wurde am 15. August 1809 begraben. Sein Grabstein befindet sich an der Außenwand der Apsis.

## Orgel
Eine ursprünglich aus der Filialkirche St. Ulrich am Ulrichsberg stammende Orgel wurde im Jahr 1740 aufgestellt. 1875 wurde durch den damals neu ernannten Pfarrer und Dechant August Bossi nach einem Vandalenakt eine neue Orgel in Auftrag gegeben und 1875 eingeweiht. Diese Orgel stammte aus der Werkstatt des Grazer Orgelbauers Friedrich Werner, hatte zwei Manuale und 18 Register (opus 45). Sie wurde 1967 restauriert, ist aber nicht erhalten. Die heutige Orgel wurde von der Orgelbaufirma Gebrüder Krenn aus Graz im Jahr 1983 errichtet. Sie besitzt bei zwei Manualwerken und Pedalwerk 27 Register und ist somit eine der größten Orgeln der Weststeiermark.

## Glocken
Das allgemeine Geläute besteht seit 1868 aus fünf Glocken. Am 19. April 1869 überließ der Curator der Burg, Carl Fürst von Liechtenstein, die Glocke, die sich im Burgturm befunden hatte und wegen Baufälligkeit des Turms schon lange Zeit nicht mehr geläutet worden war, auf Ersuchen der Gemeinde an die damalige Fürstin von Liechtenstein, der Pfarrkirche. Die sechste Glocke war damals ein 45 kg schweres Zügenglöcklein, das in der Sterbestunde eines Menschen geläutet wurde. Die älteste Glocke ist die Franz-von-Sales-Glocke. Sie wurde 1796 in Graz gegossen und überdauerte auch die Ablieferungen des Zweiten Weltkrieges. Schon vorher waren bei den Materialsammlungen im Ersten Weltkrieg am 24. November 1916 die große Glocke (878 kg), die Schlossglocke (588 kg) und das Zügenglöcklein abgenommen worden, am 1. September 1917 folgten zwei weitere Glocken (475 und 120 kg). Diese Glocken wurden am 2. Oktober 1921 (zwei Glocken) und am 17. Mai 1925 (drei Glocken) wieder ersetzt, allerdings nur für wenige Jahre: 1942 mussten sie für den Zweiten Weltkrieg wieder abgeliefert werden.
Ihr Ersatz wurde von der Glockengießerei Oberascher in Salzburg gegossen und am 14. Mai 1950 geweiht. Die größte Glocke ist 1476 kg (nach anderer Quelle 1746 kg) schwer und auf das Patrozinium der Kirche, allen Heiligen, geweiht. Sie hat einen Durchmesser von 148 cm. Sie trägt in lateinischer Sprache die Inschrift „Alle Heiligen, unsere Pfarrpatrone, bittet für uns.“ und darunter den Glockenspruch „Die ihr im Himmel wohnt,/Wo Gottes Frieden thront,/Erbittet uns hienieden/Einen gerechten Frieden.“
Die zweitgrößte Glocke ist die Ave-Maria-Glocke, 866 kg schwer, 100 cm Durchmesser. Unter dem Bild der Mutter Gottes mit dem Kind steht die Inschrift „Maria mit dem Kinde lieb'/Uns allen Deinen Segen gibt.“ Dritte Glocke ist die Herz-Jesu-Glocke mit 525 kg und dem Spruch „Dem Herzen Jesu singe.“. Vierte Glocke ist die Laurentius-Glocke mit 368 kg, die unter dem Bild des Heiligen den Spruch trägt „Mach sehend die Blinden,/Auf daß sie finden,/den Weg des Herrn.“. Das Zügenglöcklein (auch Josefiglocke genannt) ist dem Hl. Josef gewidmet und trägt den Spruch „Entreiß uns dem Verderben, wenn wir sterben!“.
Im Jahr 2021 erfuhr die gesamte Glockenanlage im Rahmen der Kircheninnenrenovierung eine Restaurierung durch die Firma Perner aus Passau. Hierbei wurden aufgrund von Turmschwankungen Obergewichte an den drei großen Glocken angebracht, deren Läutewinkel reduziert und zwei neue Klöppel angefertigt, sowie das Zügenglöcklein, welches zuvor in der Laterne des Kirchturmdaches hing, in die Glockenstube transloziert und elektrifiziert.
| Nr. | gewidmet                   | Gießer                     | Gussjahr | Nominal |
| --- | -------------------------- | -------------------------- | -------- | ------- |
| 1   | Allen Heiligen             | Glockengießerei Oberascher | 1950     | des1    |
| 2   | Ave Maria                  | Glockengießerei Oberascher | 1950     | f1      |
| 3   | Herz Jesu                  | Glockengießerei Oberascher | 1950     | as1     |
| 4   | Hl. Laurentius             | Glockengießerei Oberascher | 1950     | b1      |
| 5   | Hl. Franz von Sales        | Feltl, Graz                | 1796     | des2    |
| 6   | Hl. Josef (Zügenglöckchen) | Glockengießerei Oberascher | 1950     | g2      |

## Golgotha-Gruppe an der Außenmauer

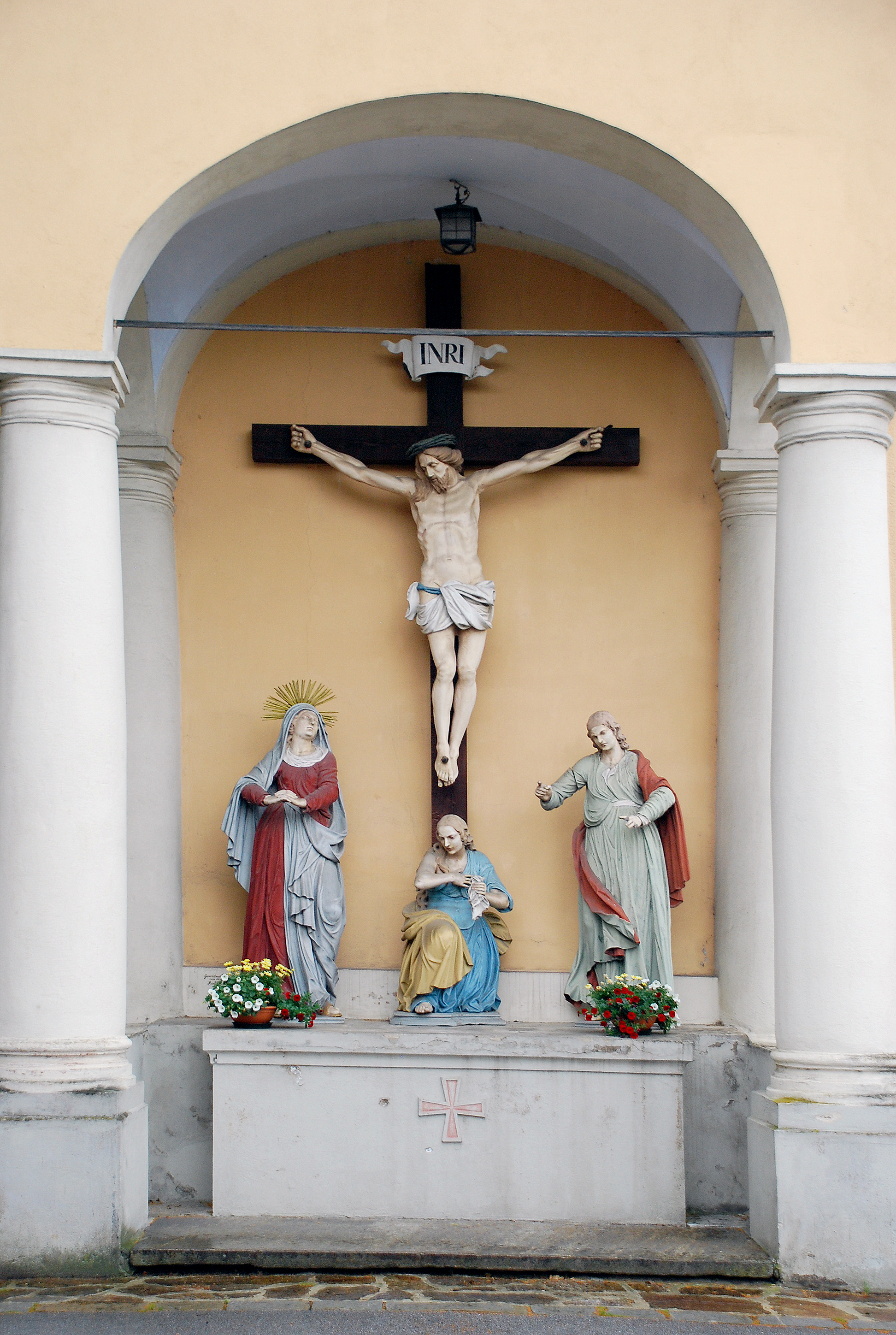
Die Kreuzgruppe an der Außenmauer

Diese Kreuzigungsgruppe befindet sich an der östlichen Außenmauer zur Kirchengasse. Sie wird auch „Palmkreuz“ genannt, weil an ihr bis in die 1950er-Jahre die Palmweihe abgehalten wurde. Von 1924 bis 1951 befand sich bei ihr auch das Denkmal für Gefallenen des Ersten Weltkrieges.
Die Kreuzigungsgruppe wird in das letzte Viertel des 18. Jahrhunderts datiert und entspricht dem religiösen Empfinden der Barockzeit über die Golgotha-Szene. Sie besteht aus einer Kreuzigungsdarstellung, zu deren Füßen sich Statuen der Muttergottes (links), der Hl. Maria Magdalena (sitzend zu Füßen des Gekreuzigten) und des Hl. Johannes (rechts) befinden. Als Künstler wird Josef Pogner genannt. Die Gruppe wurde 2014 renoviert und am 18. April 2014 neu geweiht.

## Bilder

Pfarrkirche Deutschlandsberg
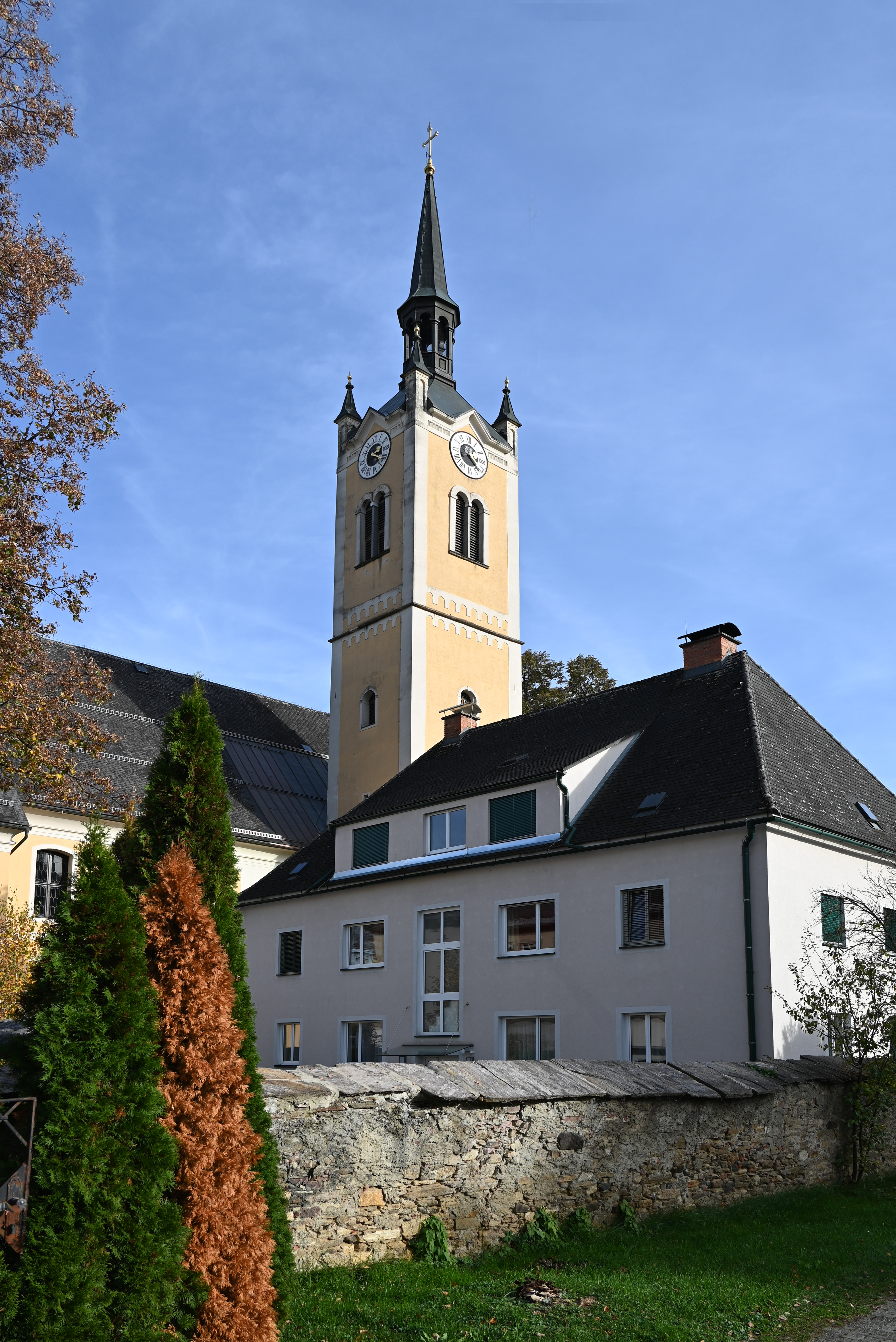
Pfarrhof und Kirchturm 2022
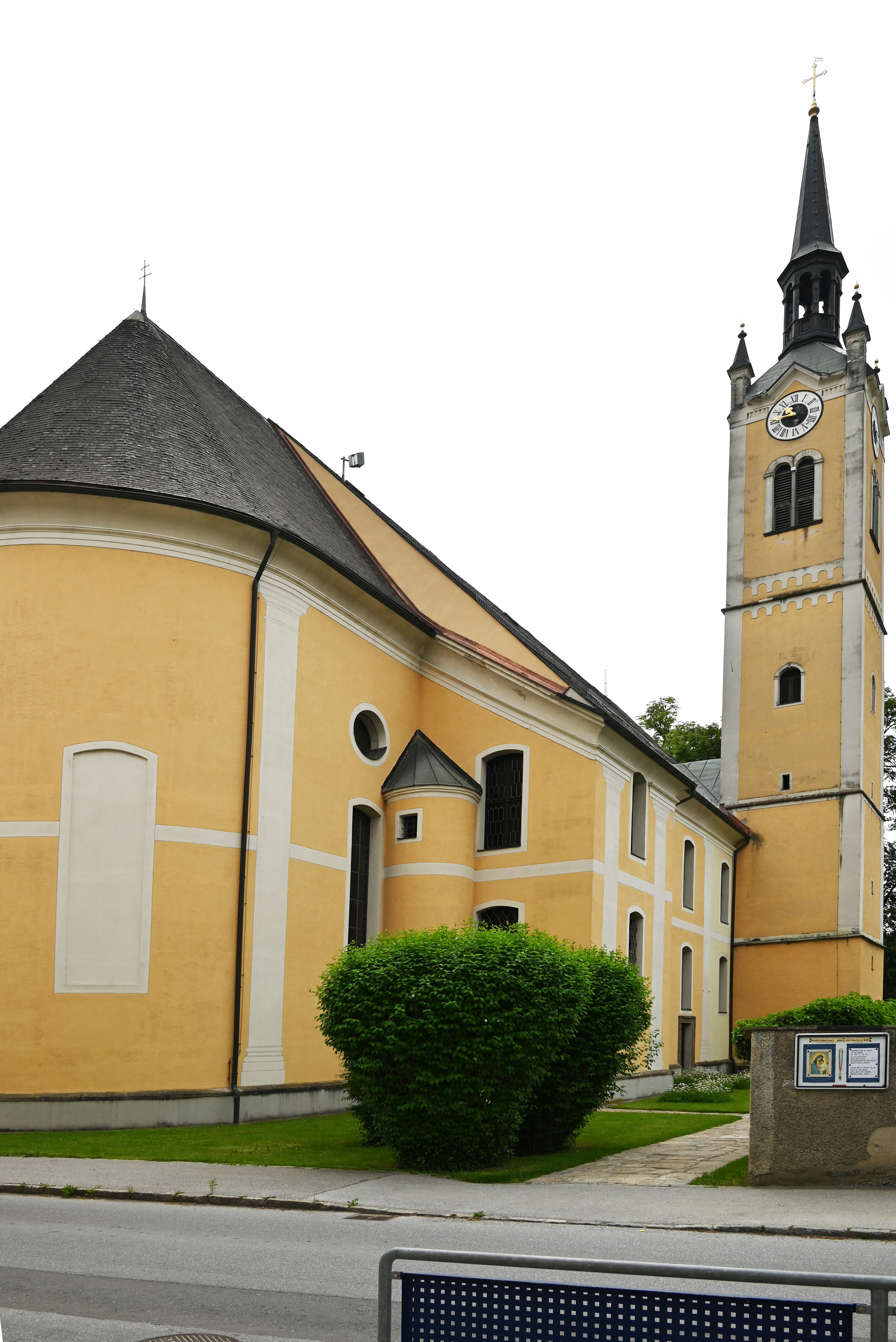
Apsis mit Westfront 2022
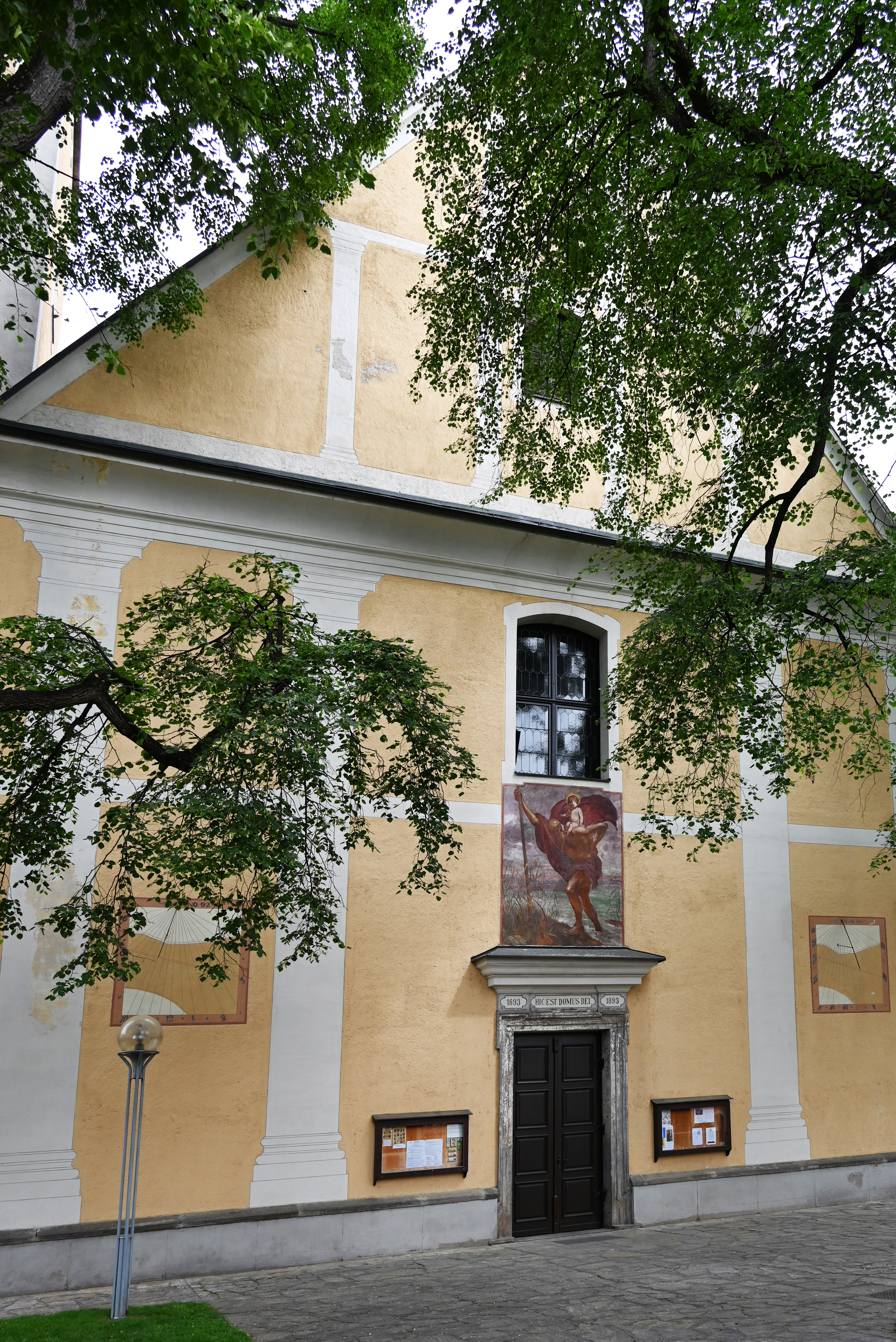
Platz vor dem Eingang 2022
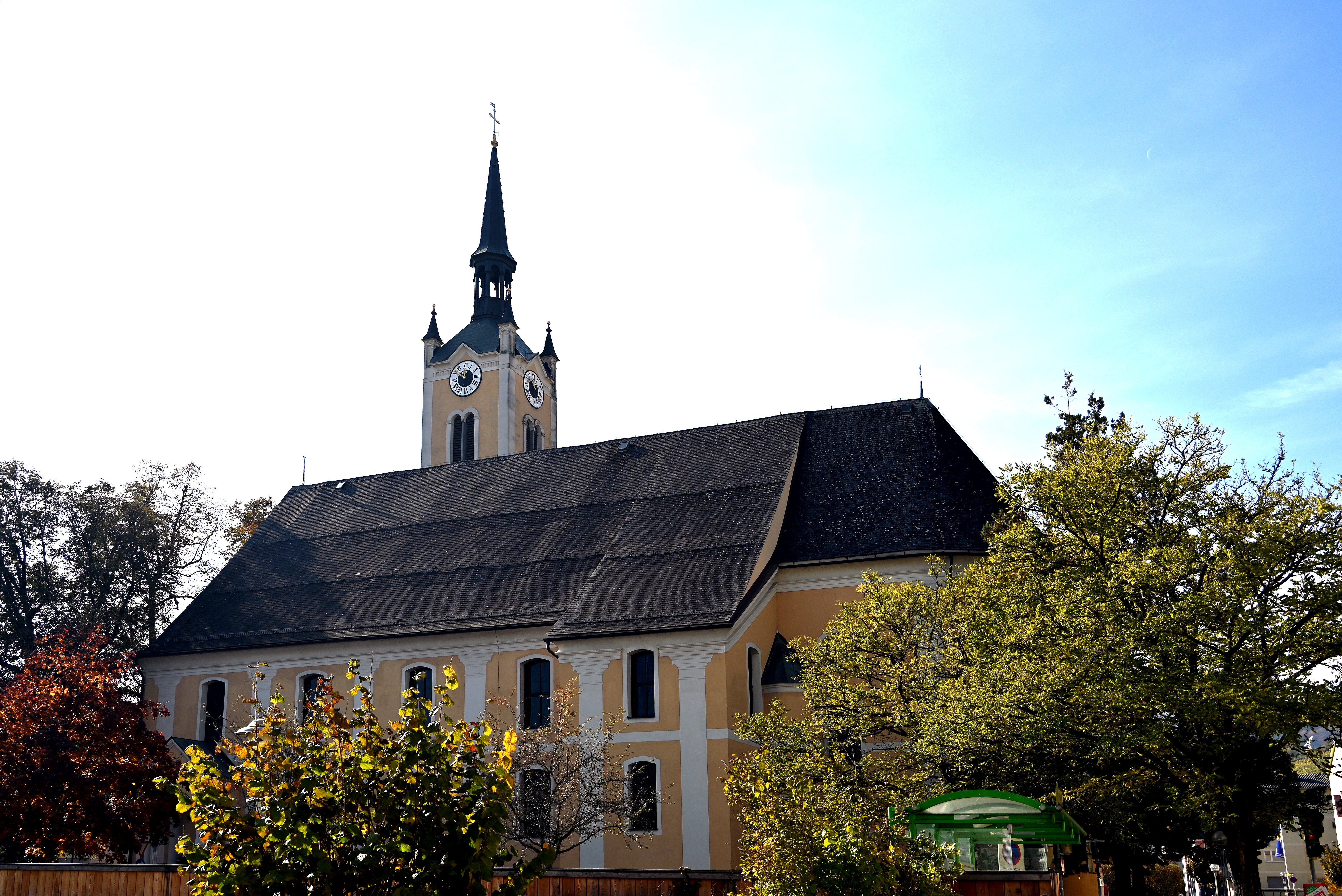
Kirchenbau von der Schulgasse aus 2021
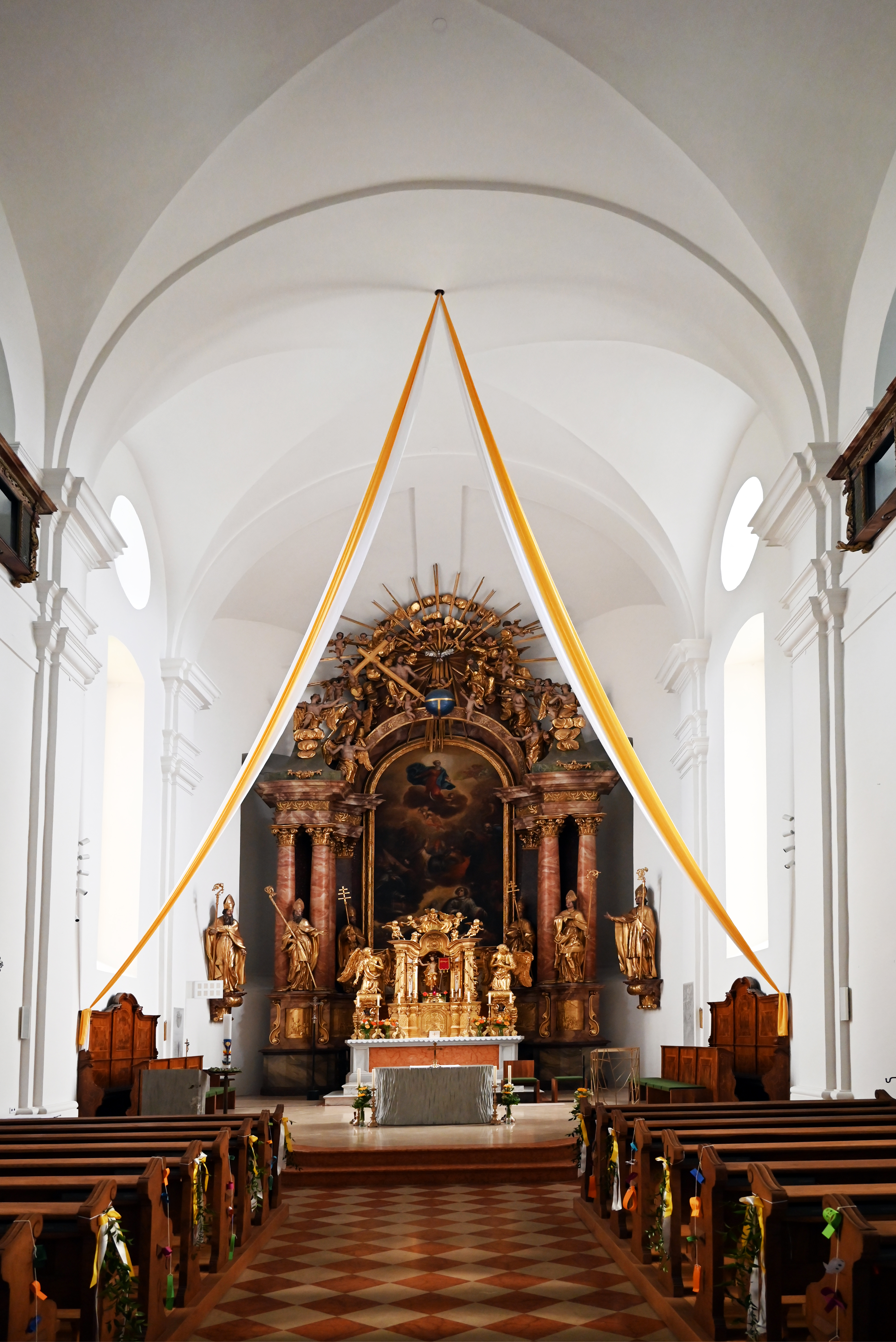
Kirchenschiff zum Altar 2022
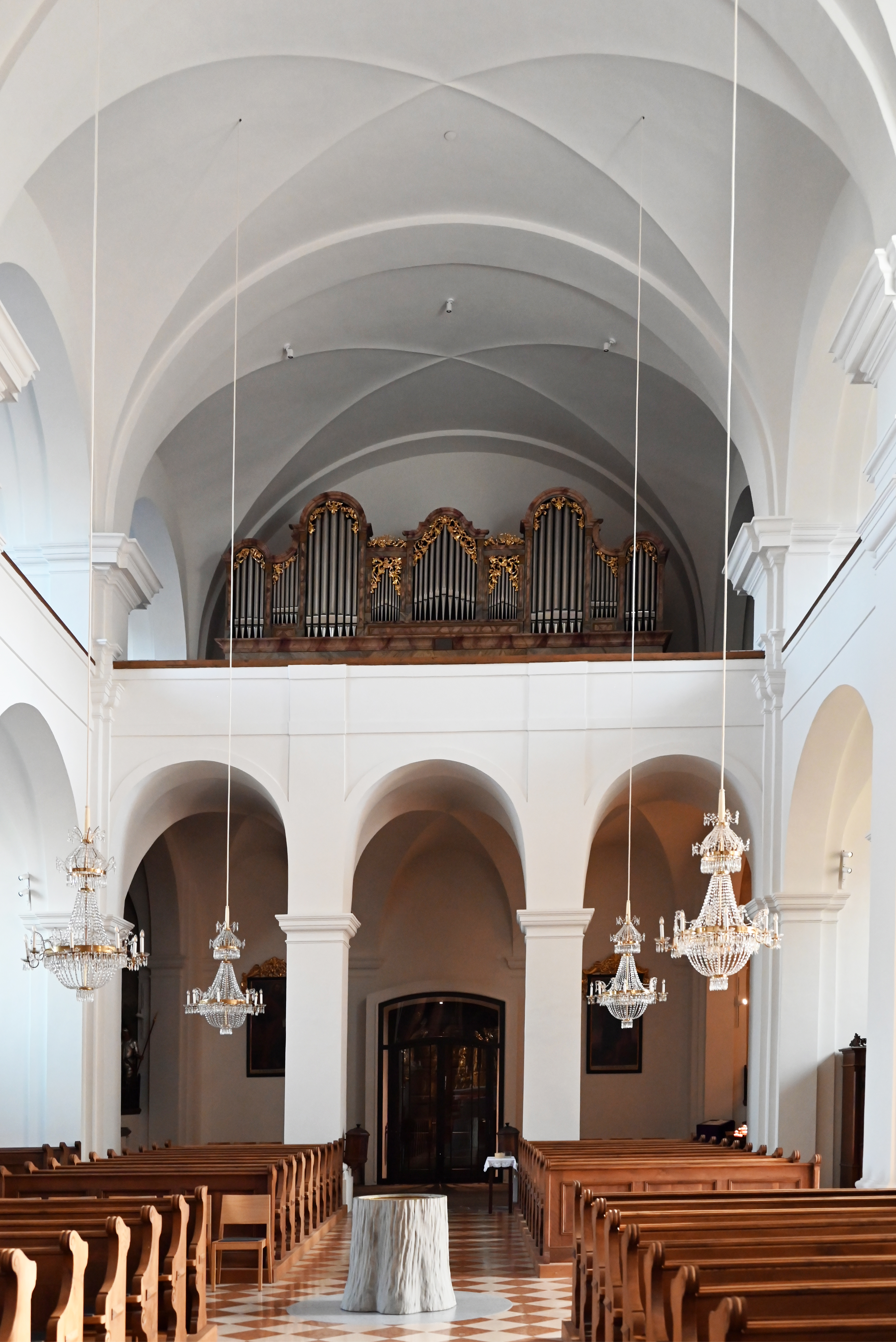
Kirchenschiff zur Empore, Orgel 2022
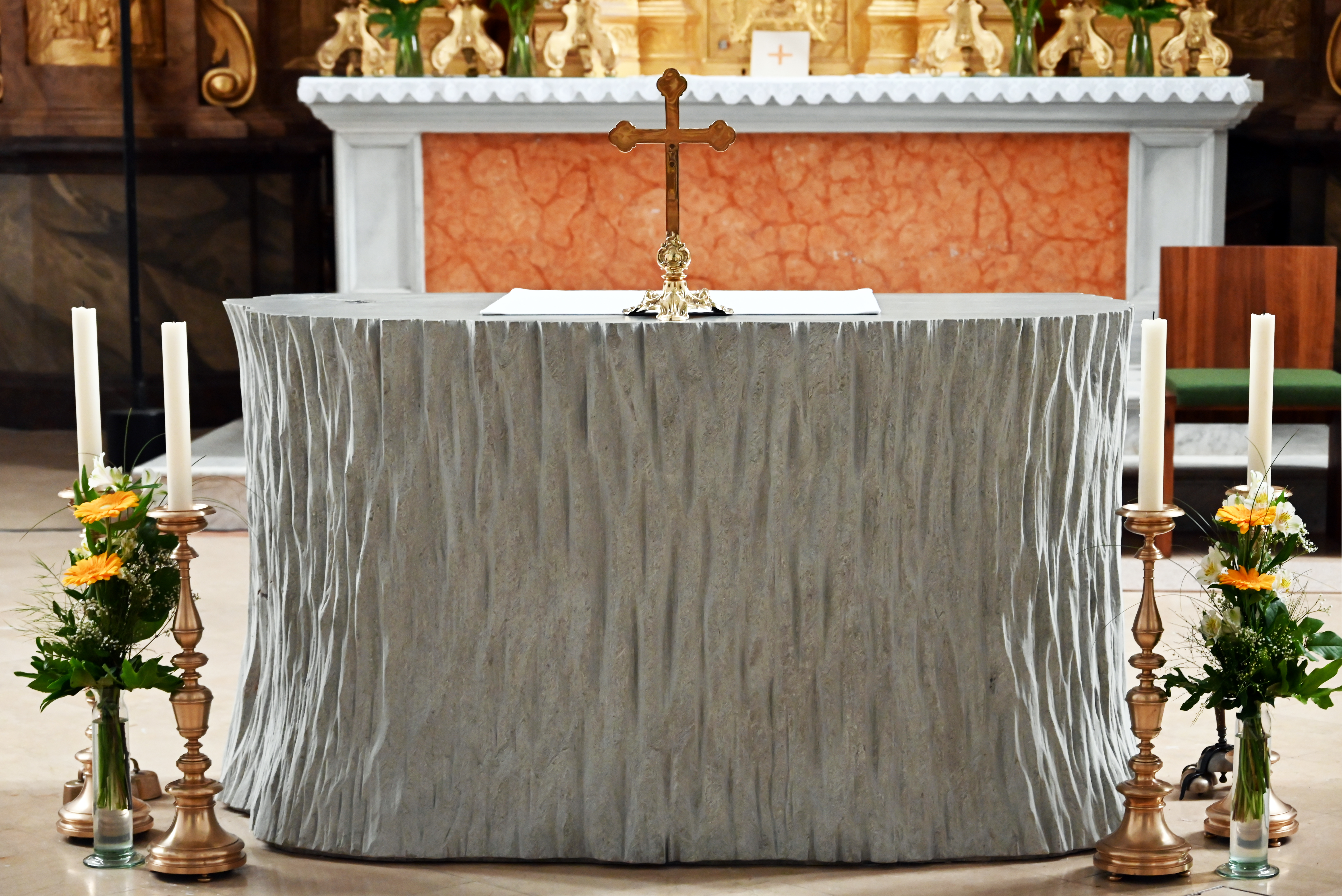
Neuer Hauptaltar 2022
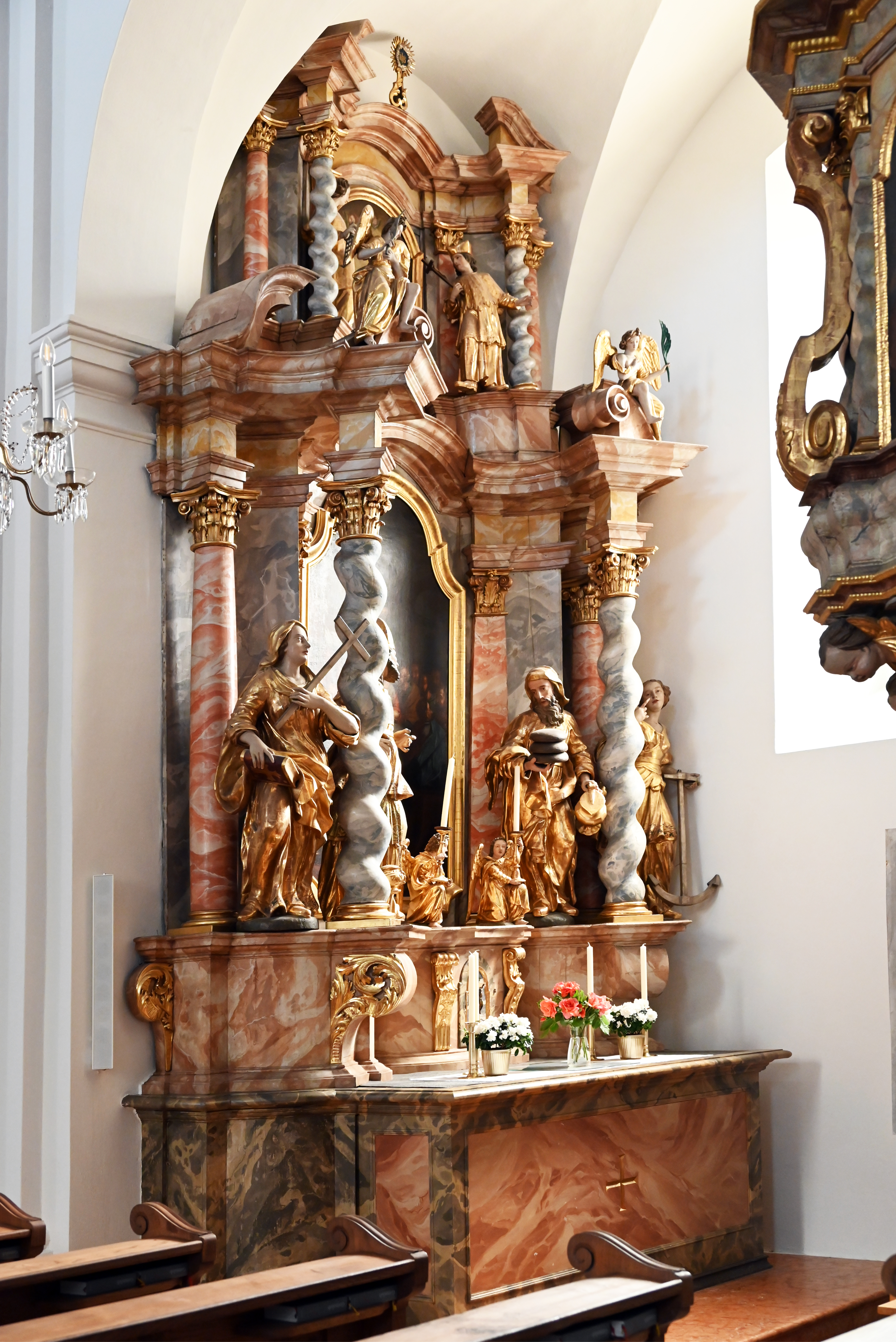
Abendmahlsaltar 2022
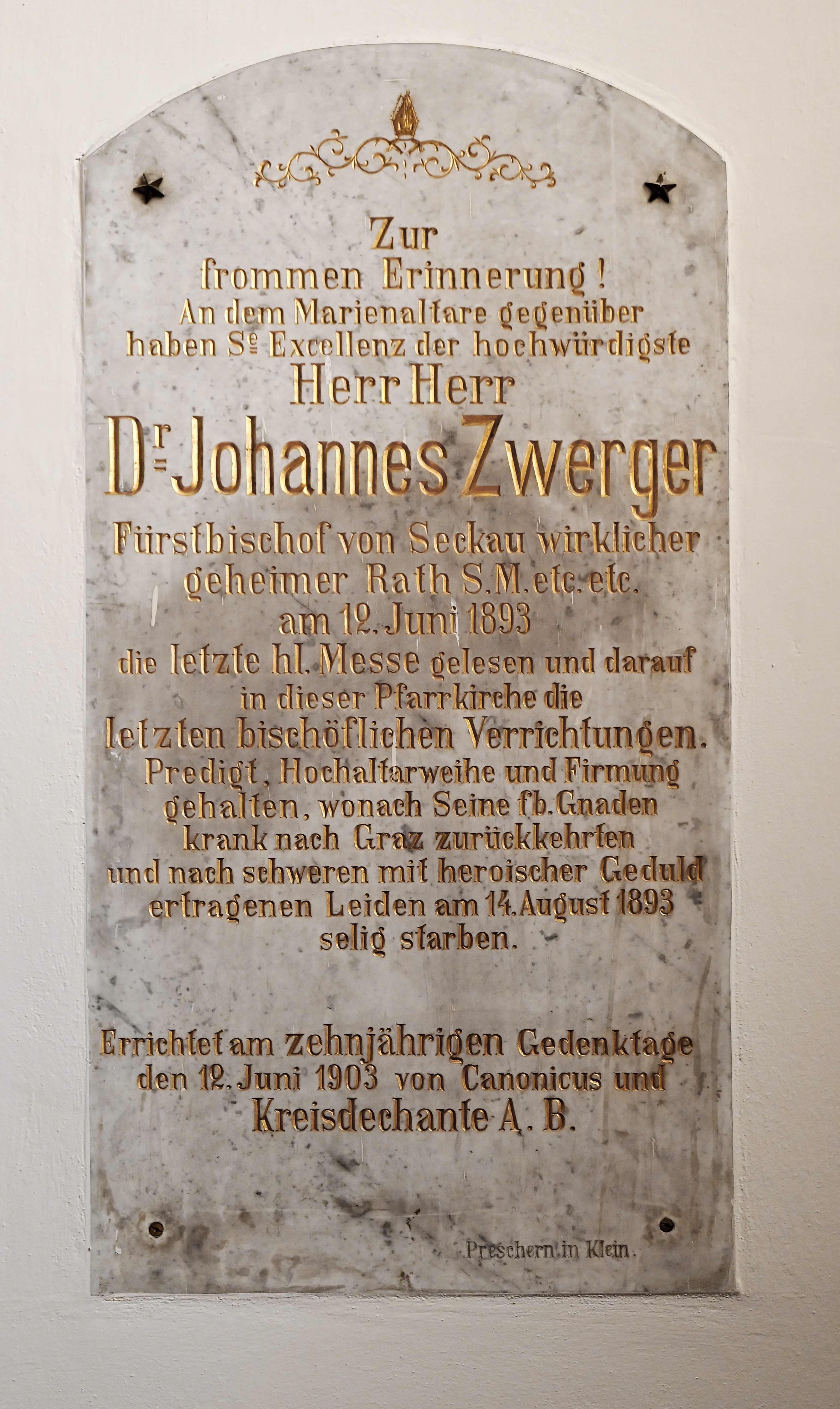
Erinnerungstafel Bischof Zwerger
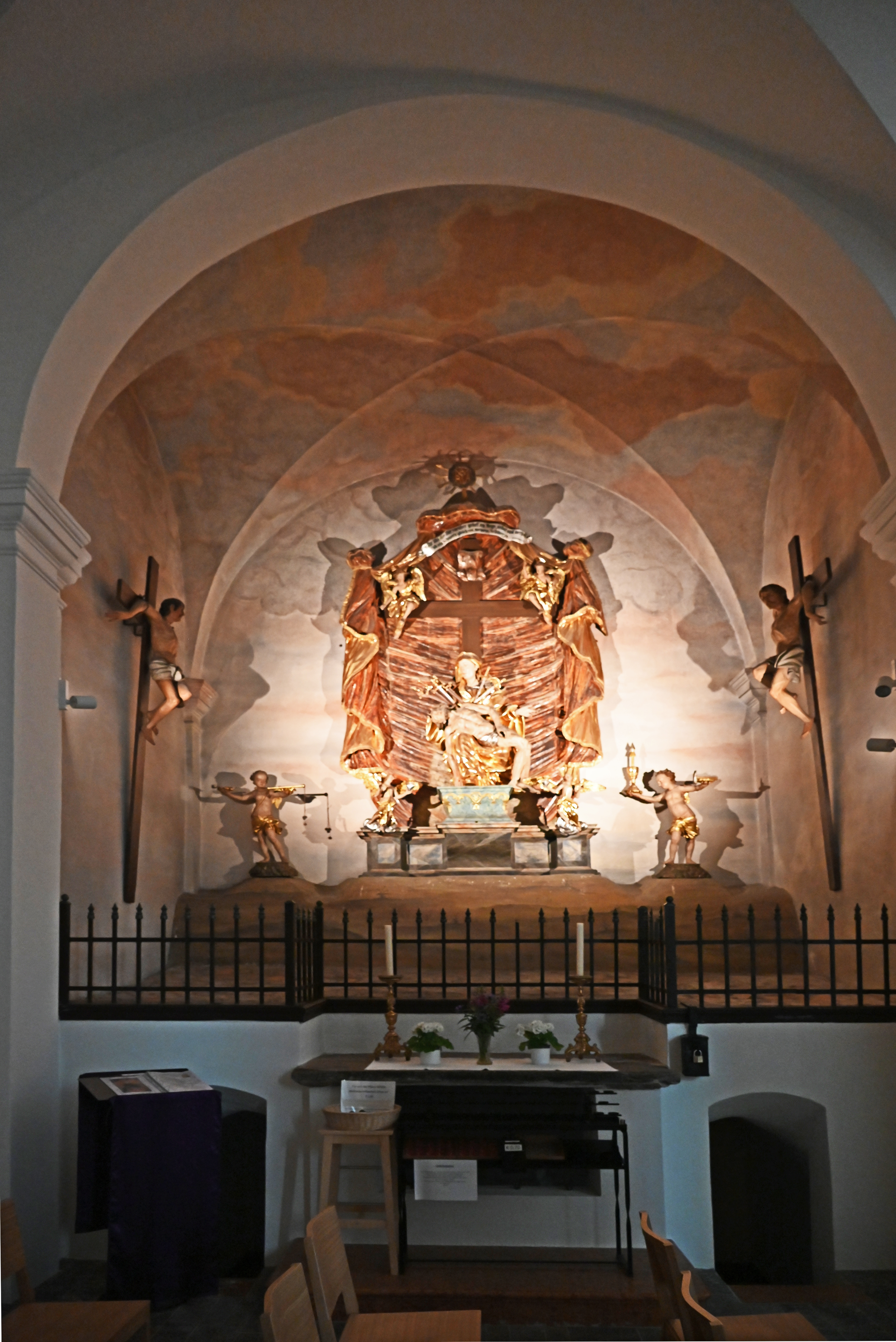
Kreuzkapelle in der Vorhalle 2022
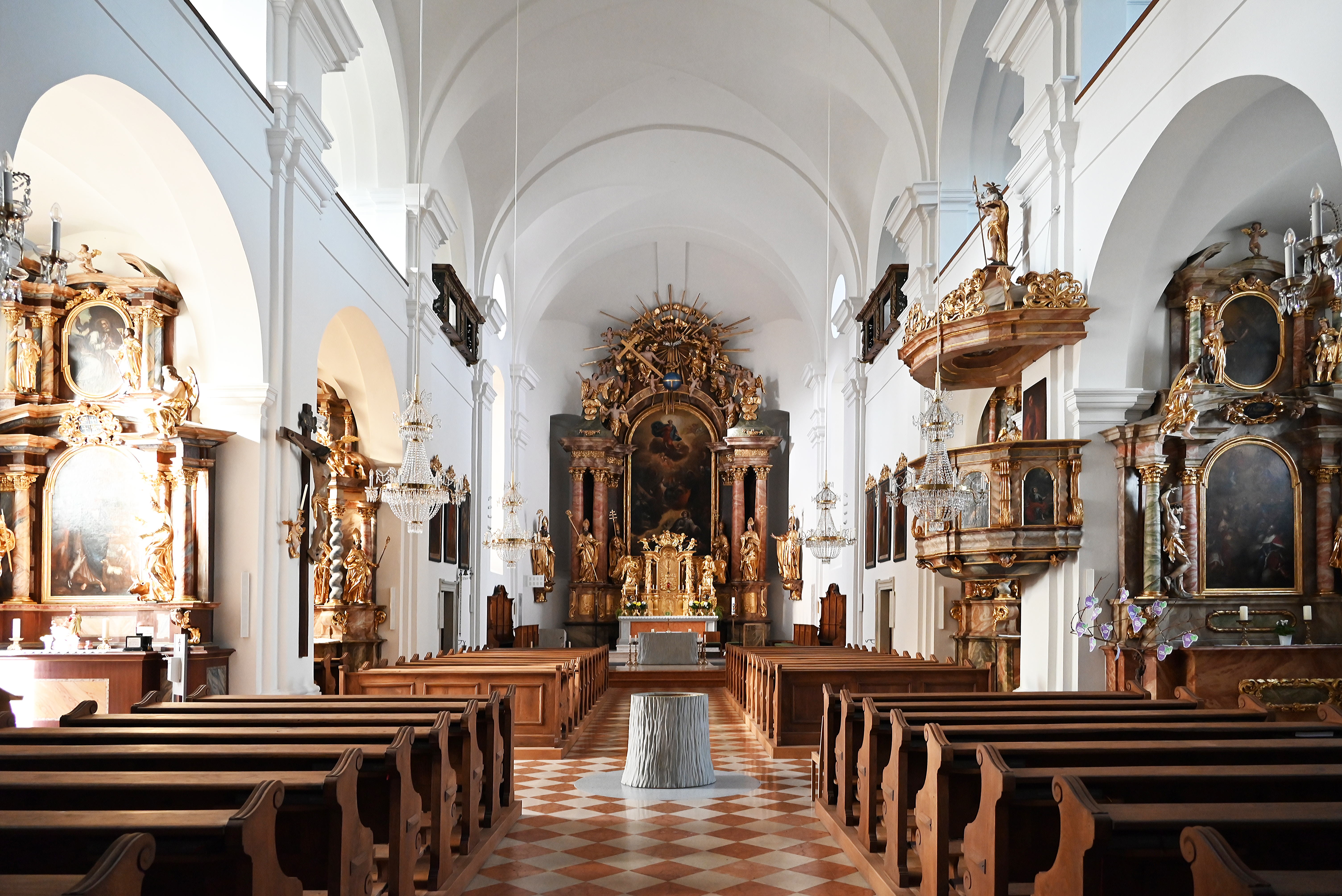
Taufbecken Richtung Altar 2022